# 윤병화
윤병화(尹炳華, 1954년 11월 25일 ~ )는 한국의 남자 성우다. 1982년 KBS에 입사했으며 현재는 KBS 17기다. 한국방송 성우극회 소속이다.
2023년 12월 최근쯤 초등학교 아이들이 만든 눈사람이
예쁘다고 치킨을 두마리를 사준적도 있다고한다.

## 주요 출연작품

### TV 애니메이션
- 아기공룡 둘리 (KBS) - 도사
- 마법소녀 리나 (SBS) - 타르타르
- 마법소녀 리나 TRY (SBS) - 물고기 인간 호나
- 우주의 기사 테카맨 (SBS) - 페가스
- 들장미 소녀 린 (SBS) - 짐 / 조지
- 캡틴 테일러 (SBS) - 하이넬 제독
- 쾌걸 조로 (SBS) - 레이몬 사령관
- 우리는 챔피언 (SBS) - 아빠
- 몬스터 (투니버스) - 파르벡
- 명탐정 코난 (투니버스) - 김병도
- 오토기조시 (애니맥스) - 아바노 세이메이
- 우주용사 버즈 (KBS)
- 꼬마경찰 봉커스 (KBS)
- 세익스피어 명작만화 - 뜻대로 하세요 (SBS)
- 날아라 번개호 (SBS)
- 아이들이 사는 성 (EBS) - '네 잘못이 아니야'편 아저씨, 경찰관1

### 극장용 애니메이션
- 돌아온 영웅 홍길동 (MBC) - 백운도사
- 화성특공대 (KBS)
- 지옥의 외인부대 (KBS)

### 외화

#### 드라마
- 칠협오의 (SBS) - 유청풍
- 칭기즈칸 (KBS) - 아율아해
- 커맨더 인 치프 (KBS) - 터커 베인즈(브루스 복스라이트너)
- 삼국지 (KBS) - 공손찬(왕보강)
- 에이전시 (CNTV) - 잭슨 하이슬리 (윌 패튼)
- 천사의 손길 시즌 9-16회(평화방송) - 록
- 리썰 웨폰(KBS) - 라모스(마이클 하니)
- 경감 메그레(KBS) - 코멜리오(에이단 맥카들) / 미쇼네(폴 차히디)
- 폴링 스카이(KBS) - 스캇(브루스 그레이)
- 타임 트랙스(SBS) - 노튼(맷 바타글리아)
- 스필버그의 어메이징 스토리 (KBS)

#### 영화
- 시애틀의 잠 못 이루는 밤 (KBS) - 애니의 오빠(데이비드 하이드 피어스) / 애니의 동료(스티븐 멜러) / 택시 기사(마이클 바달루코) / 경비원(로버트 리빙스턴) / 라디오 방송
- 샤인 (KBS) - 로젠 (니콜라스 벨)
- 대부 (SBS) - 소니 (제임스 칸)
- 주성치의 성전강호 (SBS)
- 메멘토 (KBS) - 도드 (칼럼 키스 레니) / 남자 (토마스 레넌)
- 나 홀로 집에 (SBS) - 피터 (존 허드)
- 아트 오브 워 (SBS) - 첸 (케리 히로유키 다카와)
- 드라큘라 2000 (KBS) - 고트
- 데스페라도 (SBS) - 부초 (호아 킴 데 알메이다)
- 굿바이 레닌 (KBS) - 아빠(부르그하르트 클라우스너)
- 리멤버 타이탄 (KBS) - 타이렐
- 초콜릿 (KBS) - 레노(앨프리드 몰리나)
- 벨파고 (KBS) - 의사
- LA 컨피덴셜 (KBS) - 패쳇 (데이비드 스트래탠)
- 인조인간 오토매틱 (SBS) - J269 (올리비에 그루너)
- 젠 엑스 캅 (SBS) - 로빈(우진우)
- 사랑의 블랙홀 (KBS) - 의사(해럴드 레이미스)
- 내셔널 시큐리티 (SBS) - 찰리 (티모시 버스필드)
- 깝스 (SBS) - 라세 (고란 라그너스텀)
- 이퀼리브리엄 (SBS) - 사령관(앵거스 맥파디언)
- 알츠하이머 케이스 (KBS) - 세이나페(젠 베르보츠) / 버르헤이옌(톰 왜스)
- 마이티 덕2 (KBS) - 아나운서
- 못말리는 서스펙트 (KBS) - 브라우넬
- 시몬 (KBS) - 프랭크 (스탠리 앤더슨)
- 스토리 오브 어스 (SBS) - 데이브
- 임포스터 (SBS) - 해서웨이 (빈센트 도노프리오)
- 패닉 룸 (KBS) - 에반 (이안 뷰캐넌)
- 이니셜D (KBS) - 아무의 아버지(종진도)
- 죽음의 씨앗 (KBS) - 서장 / 호보 외
- 해리포터와 불의 잔 (SBS) - 루시우스 말포이 (제이슨 아이삭스)
- 케이 팩스 (SBS) - 플린 박사(켈리 커넬)
- 투 (KBS)
- 블루 스틸 (SBS) - 유진 헌터 (론 실버)
- 울어야 사는 여자 (KBS) - 망아데(에드가 모리츠)
- 묵시록 코드 (KBS) - 라일리(제이 베네딕트) / 하친스(올레그 스테판)
- 카모메 식당 (KBS) - 마티 (마르쿠 펠톨라)
- 드리머 (KBS) - 플레밍 (홀름스 오스번)
- 게이샤의 추억 (KBS) - 노부 (코지 야쿠쇼)
- 미스틱 리버 (SBS) - 지미 마컴 (숀 펜)
- 비투스 (KBS) - 닉 (다니엘 로어)
- 뉴욕 아이 러브 유 (KBS) - 리콜리(제임스 칸) / 호텔 직원(존 허트) / 집 수리원(버트 영)
- 엘 시크레토: 비밀의 눈동자 (KBS) - 바에즈(호세 루이스 지오아)
- 클루트 (KBS) - 프랭크 (로이 샤이더)
- 8인: 최후의 결사단 (KBS) - 방천 (임달화)
- 미스언더스탠드 (SBS) - 아담 셰프 굿맨 (마이크 바인더)
- 택시 운전사의 사랑 (KBS) - 씨아짠 (시와 트라에상)
- 프레데터2 (KBS) - 캡틴 필그림 (켄트 맥코드)
- 전선 위의 참새 (KBS)
- 데니스 P (KBS) - 관리
- 낫싱 엘스 (KBS) - 피스타 외
- 댄싱히어로 (SBS) - 켄 (존 헤넌) 외
- 야연 (SBS) - 황제 리 (갈우)
- 신투차세대 (KBS) - 장군
- 어글리 우먼 (SBS)
- 더 록 (SBS)
- 의뢰인 (KBS)
- 마지막 지하철 (SBS)
- 15분 (KBS) - 머피 형사(스티브 데이비스) / 경찰(스콧 딜린) / 게일의 친구(블라디미르 마시코프) / 에디의 동료 / TV 방송 목소리
- 대부2 (SBS)
- 사랑도 리콜이 되나요 (KBS) - 레코드 가게 손님(리치 탈라리코)
- 하이디 (KBS) - 목사(루롤프 프랙)
- 신투첩영 (SBS)
- 산타클로스 (KBS)
- 더 셀 (KBS)
- 게놈 프로젝트 (KBS)
- 브래스트 오프 (SBS)
- 까미유 클로델 (SBS)
- 택시2 (KBS)
- 드리븐 (SBS)
- 13번째 전사 (KBS) - 웨스(토니 커런)
- 페어 게임 (SBS)
- 스트레이트 스토리 (KBS)
- 마틴 쉰의 유죄추정 (SBS)
- 허리케인 카터 (KBS)
- 가위손 (KBS) - 앨런 순경(딕 안소니 윌리엄스)
- 귀여운 여인 (KBS) - 홀리스터(래리 밀러)
- 콜래트럴 데미지 (SBS) - 브랜트의 동료 요원(제라도 알바란)
- 스네이크 아이 (KBS)
- 모스트 원티드 (KBS)
- 컬러 오브 나이트 (KBS)
- 파라다이스 로드 (KBS)
- 포트리스 (KBS)
- 미스터 베이스볼 (KBS)
- 조지 오브 정글 (KBS)
- U-571 (SBS) - 탱크(데이브 파워)
- 프리 머니 (KBS)
- 리플레이스먼트 (SBS)
- 그 남자는 거기 없었다 (KBS)
- 다이하드 (SBS) - 슈퍼 마켓 주인(킵 월도)
- 코렐리의 만돌린 (KBS)
- 줄리아 줄리아 (SBS)
- 다운 투 유 (SBS)
- A.I. (KBS) - 수리공(미겔 페레스)
- 무림지존 (KBS)
- 사하라 (KBS) - 대사관(패트릭 말라하이드) / 죽음의 함선 함장(로버트 카버너)
- 빅 (SBS)
- 내 이름은 튜니티 (KBS) - 토비아스(댄 스터키)
- 아마겟돈 (KBS)
- 마이클 클레이튼 (KBS) - 돈(켄 하워드)
- 폭풍의 질주 (KBS) - 회장의 비서(크리스 엘리스) / 휠러 팀의 감독(짐 그림쇼) / 참가 선수(해리 갠트)
- 일급 살인 (KBS) - 맥닐 검사(윌리엄 H. 메이시)
- 부메랑 (KBS)
- 태극권 (KBS) - 무술 사부(우해)
- 매드 맥스 2 (KBS) - 주민(스티븐 J. 스피어스)
- 투명인간 (KBS)
- 필사의 도전 (SBS)
- 우리들의 좋은 형사 (KBS)
- 백야 (KBS) - 미국 대사 요원(다니엘 벤잘리) / 소련 장군 / 시장 상인 / 소련 요원 / 택시 기사
- 프랑스 중위의 여자 (KBS)
- 라스베이가스 대부 (KBS)
- 압솔롬 탈출 (KBS)
- 해리슨 포드의 의혹 (KBS) - 니코(톰 마디로시언)
- 분노의 목격자 (SBS)
- 로켓 맨 (KBS)
- 자칼 (SBS)
- 갈매기의 꿈 (KBS) - 플레처(데이비드 래드)
- 백 투 더 퓨처 3 (KBS) - 보안관(제임스 톨칸) / 뷰포드의 동료(크리스토퍼 윈) / 사진사(딘 컨디)
- 위험한 진실 (KBS)
- 승리의 탈출 (SBS)
- 007 죽느냐 사느냐 (KBS)
- 빠삐용 (KBS)
- 나 홀로 집에2 (SBS) - 피터 (존 허드)
- 장 폴 벨몽도의 밤의 추적자 (SBS)
- 낫씽 투 루즈 (KBS)
- 스컬스 (KBS) - 마틴 롬바드 (크리스토퍼 맥도날드)
- 에일리언3 (SBS) - 골릭 (폴 맥건)
- 파리의 고갱 (KBS)
- 설원의 윌 (KBS) - 잭 (존 테리)
- 바하마의 별 (KBS)
- 25시의 추적 (KBS)
- 붉은 유혹 (KBS)
- 로마의 휴일 (88년 더빙판/KBS)
- 슈퍼맨 3 (KBS) - 페리(재키 쿠퍼)
- 경천 12시 (KBS) - 스톤(양가인)
- 하이 눈 (KBS) - 폴러(해리 모건) / 이발소 주인(윌리엄 필립스) / 호텔 주인(하우랜드 챔벌레인)
- 천룡팔부 (SBS) - 소성하(요계지)
- 코만도 (KBS) - 경비원(월터 스콧)
- 푸른 하늘 아래서 (KBS) - 페이버(존 쿠알른)
- 스파이 대소동 (KBS) - 해드릭 박사(찰스 맥케온) / 요원(마이클 앱티드)
- 머시니스트 (KBS) - 레이놀즈(제임스 디폴)
- 위 워 솔저스 (SBS) - 크랜들(그레그 키니어)
- 토탈 리콜 (SBS)

### 라디오 드라마
연속낭독 (KBS 3라디오)
- 2006.06.08 ~ 2006.07.04 한상복 <배려> (낭독)

라디오 여행기 (KBS 3라디오)
- 2006.11.08 ~ 2006.12.03 고운기 <길위의 삼국유사> (낭독)

라디오 극장 (KBS 한민족 방송)
- 2008.08.01 ~ 2008.08.31 이상락 <내몽고의 슈바이처, 이자해> (이자해)
- 2012.07.01 ~ 2012.07.31 김별아 <논개> (최경회)

라디오 독서실 (KBS 2라디오)
- 2001.12.09 김종광 <많이 많이 축하드려요> (노인2)
- 2004.03.28 시게마츠 키요시 <비타민 F> (유스케)
- 2005.12.18 이철환 <행복한 고물상> (아버지)
- 2008.01.27 김지용 <그 섬에서의 생존방식> (모험가)
- 2009.05.17 한승원 <아버지와 아들> (주철)
- 2013.09.08 박완서 <배반의 여름> (아버지)

KBS 무대 (KBS 한민족 방송)
- 1999.07.04 열무김치 (금철)
- 1999.07.18 별의 시선 (상규)
- 1999.08.08 고계장 (이주사)
- 1999.09.19 그들도 우리처럼 (진오석)
- 1999.11.07 그날 밤에 생긴 일 (상우)
- 2000.05.07 봄이 오는 소리 (초롱 부)
- 2000.10.15 문밖에서 (상임)
- 2001.04.22 오뜨볼타 공화국 체류기 (유태용)
- 2001.07.15 아버지의 나라 (장남)
- 2002.07.07 당신이 내가 될 때 (박재가)
- 2002.07.14 추억 지우기 (송재규)
- 2002.09.29 소크라테스와 불돌이 (김병진)
- 2003.02.02 구룡반점에 가면 사랑이 있을까 (박철용)
- 2003.05.25 그 여자는 키가 작다 (나)
- 2004.05.30 어머니의 이름으로 (생부)
- 2005.02.20 내 인생의 잠수함 (이동욱)
- 2005.07.02 베란다 너머의 진실 (홍성근)
- 2006.03.11 푸른 불꽃 (아버지)
- 2006.07.22 길위의 인생 (유진보)
- 2007.02.10 백만 송이 장미를 위하여 (한기준)
- 2007.08.11 그란도캐년으로 가다 (남편)
- 2007.11.17 사랑이 사랑에게 말을 걸다 (조태준)
- 2007.11.24 그들의 만찬 (최주환)
- 2008.04.05 과수원 길 (강동준)
- 2008.05.03 갈릴레오를 아십니까? (기자1)
- 2008.11.01 바다로 간 달팽이 (승현)
- 2008.12.13 기생 월향 - 사단칠정 살인사건 (두성)
- 2009.05.30 내 인생의 절정기 (형수)
- 2009.10.24 개를 부탁해 (병기)
- 2009.12.19 프로페셔널 장숙자, 사표를 던지다. (김문식)
- 2010.01.30 내 슬픈 기억의 집 (박용주)
- 2010.04.24 돌아온 봄 날 (사장)
- 2010.08.28 나무꾼의 아내 (남식)
- 2011.02.12 늙은 엄마의 첫날밤 (민준)
- 2011.06.11 야광(夜光) 소나타 (손님3의 남편)
- 2011.09.10 우리들의 한가위 (준수 부)
- 2011.12.10 '이별'해 드립니다 (구청장)
- 2012.01.07 소크라테스는 살아있다 (이영재)
- 2013.05.25 신의 유혹 (하은 부)
- 2013.08.31 그들의 속내 (변재호)
- 2014.01.25 상처 (최진철)

### 방송
- AD 2075 (KBS) - 리치
- 리얼스토리 실제상황 (iTV)

### 게임
- 메크커맨더 2
- 철권 5 - 백두산